# Iserlohner Höhe
Die Iserlohner Höhe ist ein bis 545,9 m ü. NHN (Balver Wald im Nordosten) hoher Höhenzug im märkischen Sauerland unmittelbar südlich der namensgebenden Stadt Iserlohn, dessen Zentrum in etwa bei (Hemer-)Ihmert liegt. Sie stellt den (nord)östlichsten und gleichzeitig höchsten Höhenzug der naturräumlichen Haupteinheit Märkisches Oberland innerhalb der Haupteinheitengruppe Süderbergland dar.

## Lage und Grenzen
Die Iserlohner Höhe reicht nach Norden bis unmittelbar vor die Kernstadtgebiete Iserlohns und, östlich davon, Hemers, und wird west- und östlich durch in nördliche Richtungen abfließende Nebenflüsse der Ruhr orographisch begrenzt.
Südwestgrenze ist das Tal der Lenne von unterhalb Werdohls über Altena bis Lössel im Südwesten Iserlohns.
Ostgrenze ist demgegenüber das Tal der Hönne von Neuenrade über Balve nebst Volkringhausen bis in etwa zur Stadtgrenze zu Hemer.
Orte im Inneren sind insbesondere Ihmert im Zentrum, Kesbern im Nordwesten, Frönsberg im Norden sowie Dahle und Evingsen im Süden.

## Naturräumliche Gliederung
Die Iserlohner Höhe gliedert sich wie folgt  (in den feineren Untereinheiten mit zwei Nachkommastellen sind zur besseren Ortung z. T. einzelne Orte verlinkt):
- (zu 3361 Märkisches Oberland)
  - 3361.4/5 Iserlohner Höhe
    - 3361.4 Ihmerthochfläche
    - 3361.5 Iserlohner und Balver Höhenrand
      - 3361.50 Iserlohner Stadtwald und Hemerberge
      - 3361.51 Balver Wald und Küntroper Berge

Den eigentlichen Höhenzug stellt die Ihmerthochfläche dar, die nach Norden durch Iserlohner Stadtwald und Hemer Berge sowie nach Osten durch Balver Wald und Küstroper Berge abgedacht wird. Innerhalb der genannten Abdachung verfügt nur der etwas reliefreichere Iserlohner Stadtwald über eigenständige Erhebungen, während die anderen genannten (Teil-)Naturräume direkt von der Hochfläche aus abdachen, wobei die nördlichen Kerbtäler der Einheit Iserlohner Stadtwald und Hemer Berge zugerechnet werden und die Ihmerthochfläche einschneiden.
Insbesondere liegen die Berge Balver Wald und Hemer Berge auf der Ihmerthochfläche und nicht in den gleichnamigen Unternaturräumen.

## Berge
Folgende Erhebungen der Iserlohner Höhe sind erwähnenswert (alle Berge liegen, soweit nicht anders gekennzeichnet, auf der Ihmerthochfläche):
- Balver Wald (545,9 m) - Nordosten, an der Stadtgrenze Balves zu Hemer
  - Steinradeberg (523 m) - Ostausläufer des Balver Waldes
- Kohlberg (513,7 m) - Süden, an der Stadtgrenze Neuenrades zu Altena(-Dahle), AT Quitmannsturm
- Höhe Sondern (509,7 m) - Südosten, 1,8 km nordöstlich Dahles und 950 m südlich Leveringhausens.
- Ostenberg (501,2 m) - nördlich des Balver Waldes, durch Sattel auf 457,8 m von diesem separiert; 2 km südöstlich Deilinghofens
- Rimberg (500,4 m) - Südwesten, 1 km nordwestlich Evingsens
  - Rüssenberg (493,9 m) - Westsüdwestausläufer des Rimbergs, höchste Erhebung Iserlohns
- Küntroper Berg (498,9 m) - äußerster Südosten, 1 km südöstlich der Hohen Sondern
- Kuhlenberg (486,9 m) - Westen, gut 500 m südöstlich Eileringsens
- Namenlose Anhöhe (486,3 m) - 500 m nördlich Frönsbergs
  - Hemer Berge (411,1 m) - Nordostausläufer unmittelbar südlich Sundwigs
- Hochgiebel (481,7 m) - knapp 2 km westlich des Balver Waldes
- In den Gleiern (465,6 m) - Nordosten, Balver Wald 2 km nordwestlich Balves
  - Baumberg (400,6 m) - Südostausläufer bei Balve
- Stuckenberg (451,4 m) - äußerster westlicher Norden,  Iserlohner Stadtwald unmittelbar südöstlich Iserlohns
  - Osterloh (432,2 m) - Nordgipfel
- Wixberg (445,2 m) - äußerster Westen, 1 km nordwestlich Linscheids und 800 m südwestlich der gleichnamigen Siedlung
- Hilkenhöhe (441,7 m) - nördlicher äußerster Westen, knapp 1 km nordöstlich von Nachrodt-Wiblingwerde-Obstfeld
- Bräker Kopf (421 m) - Nordwesten, gut 1 km nördlich Kesbern-Atterns; nur 1,3 km ostnordöstlich der Hilkenhöhe, jedoch von dieser durch das Tiefe Tal des Grüner Baches deutlich separiert
- Eickerkopf (411,4 m) - Nordwesten, Iserlohner Stadtwald
- Mühlenberg (402,9 m) - äußerster Nordwesten, Iserlohner Stadtwald unmittelbar südlich Iserlohns
- Fröndenberg (390,5 m) - äußerster nördlicher Westen, Iserlohner Stadtwald unmittelbar südwestlich Iserlohns; AT Danzturm westlich des Gipfels